# Le grand Charles
Le grand Charles é um telefilme francês de 2006 escrito e dirigido por Bernard Stora para o canal France 2. O filme é estrelado por Bernard Farcy como Charles de Gaulle.

## Sinopse
Em abril de 1969, Charles de Gaulle renunciou à presidência da Republica. No exílio, ele se lembra de uma outra renuncia, a de 20 de janeiro de 1946, quando o então General De Gaulle deixou o cargo de Presidente provisório da França. Escrevendo seu livro de memorias Mémoires de guerre, ele recorda as dificuldades da Segunda Guerra Mundial: as batalhas, participação no governo, a partida para Londres e a escolha de resistência.

## Elenco
- Bernard Farcy como Charles de Gaulle
- Danièle Lebrun como Yvonne de Gaulle
- Denis Podalydès como Claude Mauriac
- Grégori Derangère como Claude Guy
- David Ryall como Winston Churchill
- Gérard Lartigau como Paul Reynaud
- Grégoire Oestermann como André Malraux
- Scali Delpeyrat como Jacques Baumel
- Jean-Michel Mole como Vincent Auriol
- Bernard Alane como Paul Ramadier
- Gilles David como André Philip
- Stéphane Boucher como Maurice Thorez
- Nicolas Briançon como Coronel Paul de Villelume
- Nicolas Vaude como Paul Baudouin
- Olivier Granier como Jean Monnet
- Chantal Banlier como  Augustine
- Patrick Chesnais como General Giraud
- Julien Boisselier como Jacques Chaban-Delmas
- Thierry Hancisse como Olivier Guichard
- Jean-Yves Berteloot como Léon Delbecque
- Jacques Spiesser como  Pierre Pflimlin
- Philippe Magnan como Presidente Coty
- Robert Hardy como  Franklin D. Roosevelt
- Pascal Elso como Gaston Palewski
- Pierre-François Duméniaud como Jacques Soustelle
- Hubert Saint-Macary como Michel Debré
- Bernard Bloch como Jacques Foccart
- Jean-Claude Durand como  General Raoul Salan
- Jean-Claude Bolle-Reddat como  Georges Pompidou
- Paul de Launoy como Philippe de Gaulle
- Denis Bénoliel como René Pleven
- Marc Berman como Roland de Margerie
- Patrice Bornand como  Michel Poniatowski
- Hugh Fraser como Harold MacMillan
- Patrick Zard como Alain de Boissieu
- Vladislav Galard como Guy Monnerot
- Jean Dell como Pierre Billotte
- Jean-Pierre Durand como François de Linares
- Gérard Chaillou como  Charles Corbin
- Réginald Huguenin como Jules Moch
- Daniel Kenigsberg como Alphonse Juin
- Célia Desbrus como Anne de Gaulle
- Bernard Stora como Narrador

## Recepção
Por seu papel como Charles de Gaulle, Bernard Farcy recebeu uma nomeação ao Emmy Internacional.